# Mount Engelhard
Mount Engelhard är ett berg i Kanada.   Det ligger i provinsen Alberta, i den centrala delen av landet, 3 100 km väster om huvudstaden Ottawa. Toppen på Mount Engelhard är 3 270 meter över havet, eller 255 meter över den omgivande terrängen. Bredden vid basen är 1,2 km.
Terrängen runt Mount Engelhard är huvudsakligen mycket bergig.Trakten runt Mount Engelhard är nära nog obefolkad, med mindre än två invånare per kvadratkilometer.. Det finns inga samhällen i närheten. 
Trakten runt Mount Engelhard består i huvudsak av gräsmarker.